# 日本列島の狩猟採集時代の食事
日本列島の狩猟採集時代の食事（にほんれっとうのしゅりょうさいしゅうじだいのしょくじ）とは、日本列島の主に旧石器時代から縄文時代を経て弥生時代に至るまでの、狩猟採集を食糧獲得手段の主体とした時代の食事である。
旧石器時代には、主に狩猟によりシカ、ナウマンゾウ、ノウサギなど野生の動物が食された。
約1万年前の縄文時代になると人々は採集することが増えた。食事の中心になったのは木の実やイモであり、クリ、クルミ、ドングリ、ヤマイモ、マメといったものである。縄文人のゴミ捨て場は貝塚と呼ばれており、貝や魚介類をふんだんに食べていたことがうかがえる。ハマグリ、アサリ、カキを中心としイワシ、サバ、マグロなどを漁労によって、イノシシ、ニホンジカ、ツキノワグマなどを狩猟によって獲得していた。縄文晩期になると水田で稲作するようになる。
弥生時代に稲作が広まり、農耕時代に移行していく。

## 旧石器時代

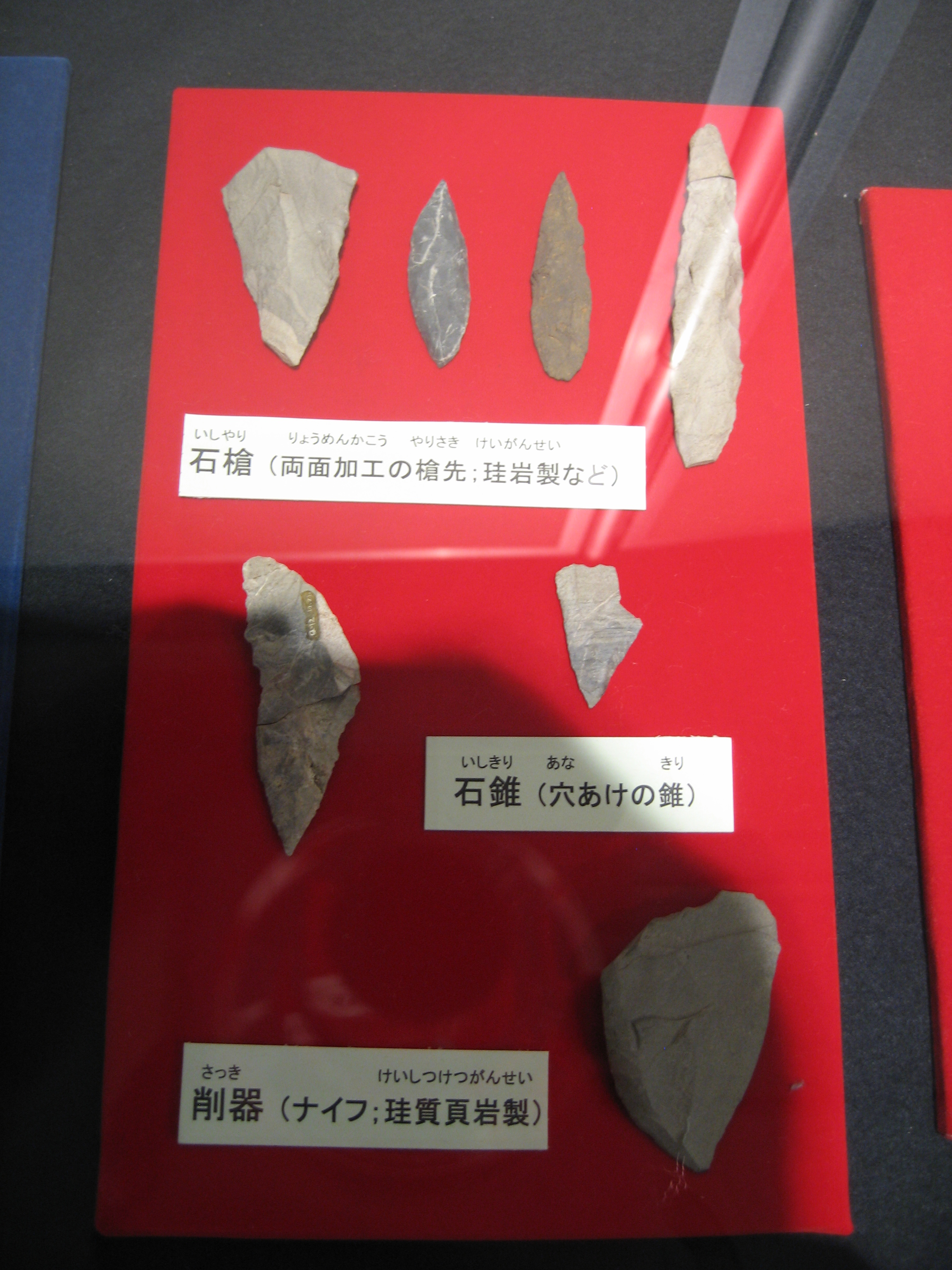
日本の旧石器時代の様々な打製石器

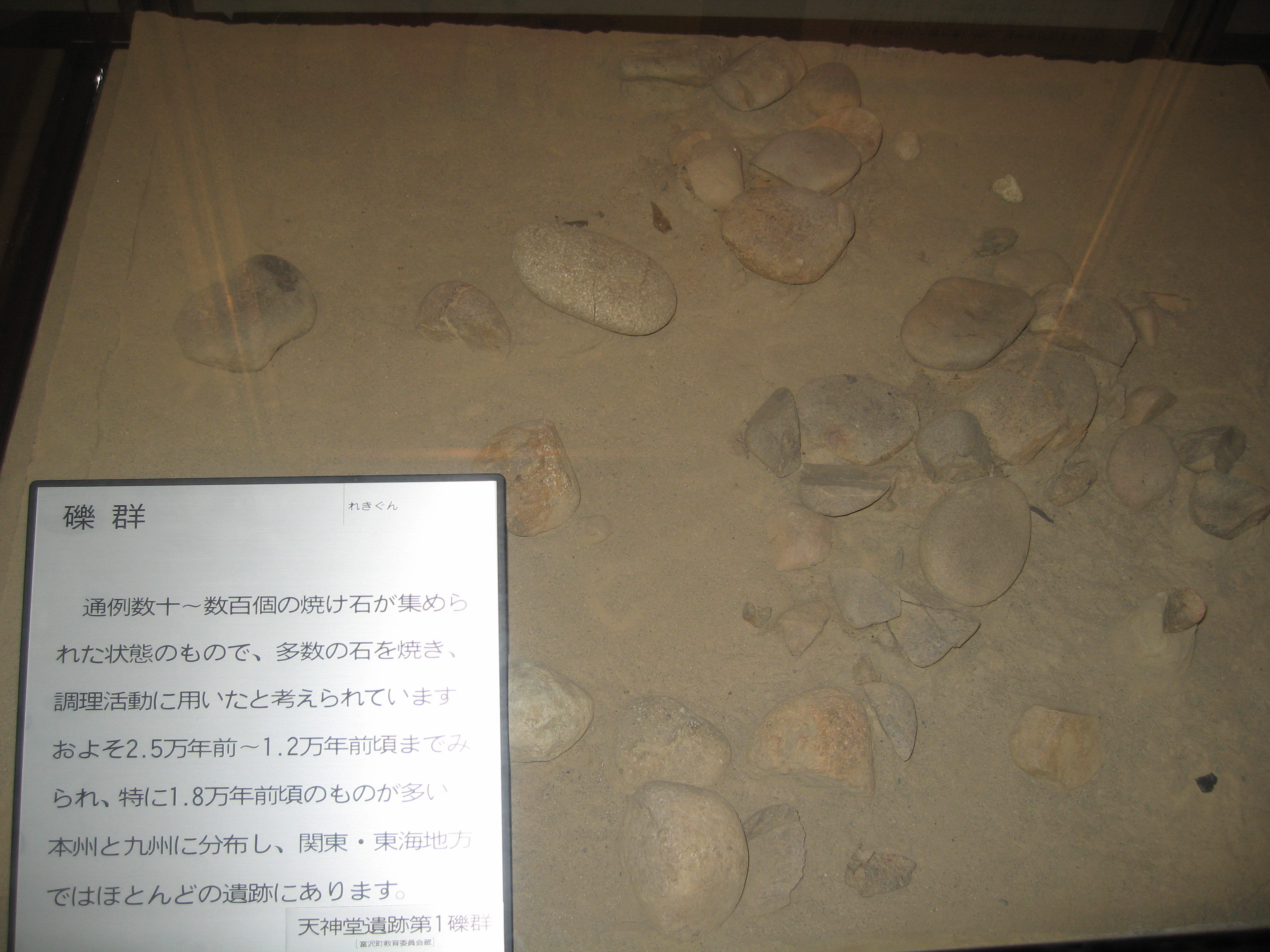
旧石器時代に調理に用いられたとされる礫群（山梨県天神堂遺跡）

700万年から1000万年前、アフリカに地殻変動が起こり大きな熱帯雨林は東西に分断された。西に残ったのは果物を食べている猿であり、東の豊かな森はサバンナとなり猿にとっての楽園は失われた。
少なくとも3万8千年前には日本列島に人類が到達していたと推測されている。群馬県の岩宿遺跡で更新世のローム層から旧石器時代の石器が発見された。岩手県の花泉遺跡では約2万年前のハナイズミモリウシ、オーロックス、ヤベオオツノジカ、ヘラジカ、ナツメジカ、ナウマンゾウ、ノウサギなどの化石が大量にまとまって発見された。これらの化石の骨は石器で切るなどした解体痕がある。また研磨して先端を尖らせた骨角器と、敲石と思われる使用痕のある石器も発見された。これらから花泉遺跡は狩猟による動物を解体し食肉を得たキルサイトと考えられている。また長野県の野尻湖底に位置する立が鼻遺跡も約4万年から2万4000年前のナウマンゾウとヤベオオツノジカを主としたキルサイトと考えられている。東京都の野川遺跡などからは礫群や配石（置石）が発見されている。礫群は焼けたこぶし大の石が数十から百個ほど1ヶ所にまとまったもので、動物質の有機物が付着したものも発見されている。礫群は食肉を焼くのに用いたと考えられている。また木器や樹皮などによる容器に水や食品と共に礫群の焼け石を入れ煮るのに用いたとも考えられている。当時の日本列島は大部分が亜寒帯性の針葉樹林が広がっていて、植物性の食品は乏しく漁撈も未発達なため、ビッグゲームハンティングと呼ばれる大型哺乳類を主とした狩猟に依存した生活だったと考えられている。哺乳類などの動物はフグなどの毒のあるものが少なく、内臓や筋肉、皮膚や脂肪や血液、骨髄や脳髄など、骨や毛などを除けば、大部分が可食部である。寄生虫や微生物など病原体の問題もあるが、生でも食べることができる。レバ刺しや膾、カルパッチョやユッケやタルタルステーキのような料理や、火が使える状況であれば礫群などを利用して、石焼や蒸し焼きやホルモン焼きなどの焼肉のような料理が考えられている。またさいぼしやジャーキーなどのように干肉にして保存食にしたとも考えられている。骨や角や歯などは骨角器に、毛は繊維や毛皮として用いたと考えられている。

## 縄文時代

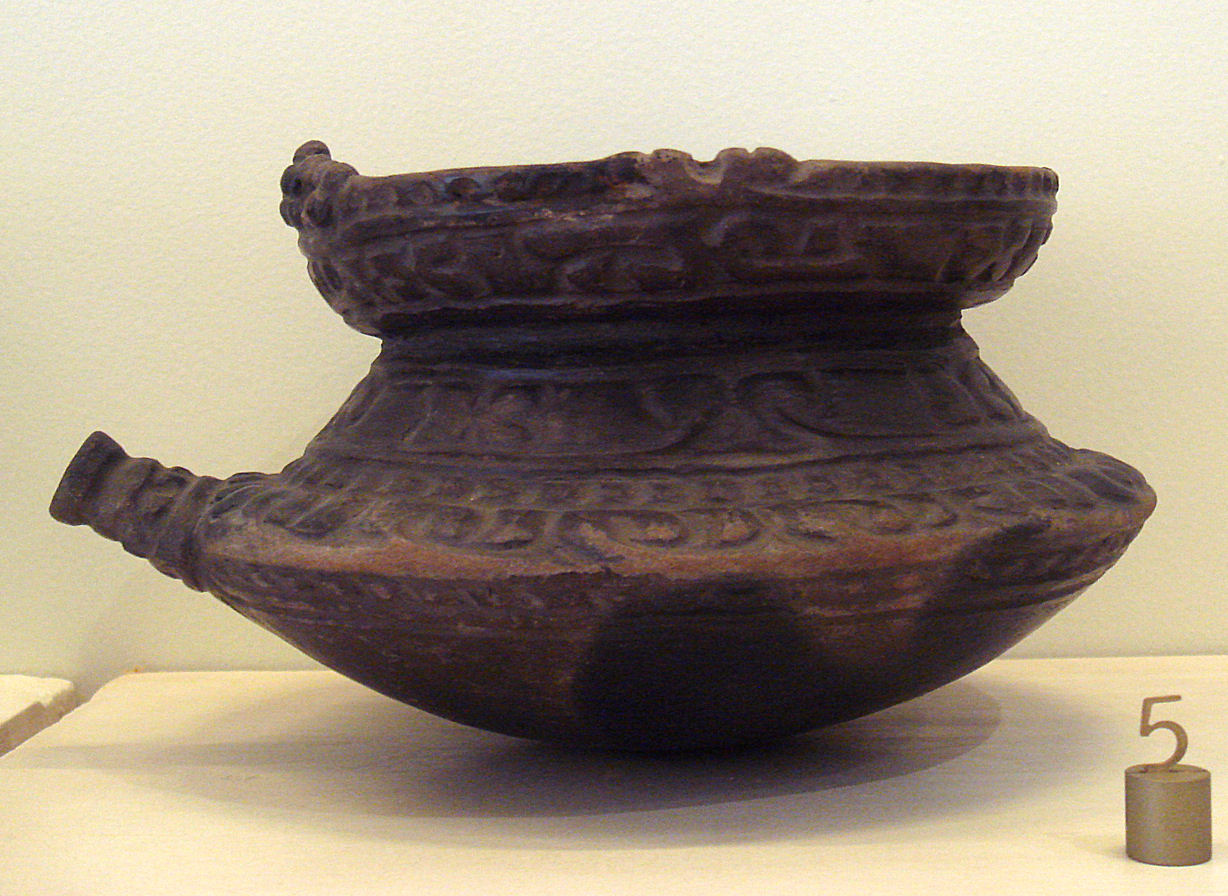
縄文土器

縄文時代は約1万3千年前から、稲作が始まる弥生時代までの約1万年間である。植物性の食物を中心として余った分は穴や屋根裏に貯蔵し、肉魚は補完的に食された。福井県の鳥浜貝塚の土器163サンプルの分析から、動物の脂も検出されているが多くは魚介類の脂であり、およそ9千年間にわたり土器は主として魚介類を煮るのに使われたと考えられる。縄文時代の基本料理は鍋料理であり、肉や野菜、ドングリの団子を一緒に煮た。
約1万年前に地球規模の気候変動で氷期から間氷期に変わり完新世が始まる。日本列島では温暖化に伴い針葉樹林は北海道や高山帯に限られ、本州の東側にブナやナラ、クリやクルミなどの落葉広葉樹林が、本州の西側と四国、九州、南西諸島にはカシやシイ、クスノキなどの照葉樹林が広がる。ナウマンゾウやヤベオオツノジカなど大型哺乳類は絶滅あるいは生息しなくなり、ニホンジカやイノシシなど中小哺乳類が増える。また海面の上昇に伴い対馬海流の流量も増え、日本海側も太平洋側と共に暖流と寒流の交わる良漁場となる。このような風土の変化に伴い縄文時代が始まり磨製石器と共に縄文土器が用いられる。世界的には中石器時代あるいは新石器時代に相当するが、農耕や牧畜は普及せず、採集に加えて狩猟や漁撈を主とする生活である。
土器を用いて煮ることが発達し、採集による植物性の食品の利用が増えた。クルミ、ドングリ、クリ、トチなどの堅果類を竪穴建物の近くに穴を掘り備蓄したものが多く出土している。クルミは脂質を多く含み生でも食べられるが、クリやドングリやトチはデンプンを多く含む。生のベータデンプンは消化されにくいため、水と熱とで結晶構造を破壊し、アルファデンプンに変える必要がある。またドングリはタンニンを含む種類が多く、石皿と磨石で潰したり粉にし、水に晒したり茹でたりして灰汁抜きをした。トチは非水溶性のサポニンやアロインを含み、灰を加えて煮ることで灰汁抜きをした。またクズやワラビ、ヤマノイモやウバユリ、ヒガンバナなど野生の芋類も、アルカロイドなどの毒を水に晒すなどして除去し、デンプンを利用したと考えられている。動植物の遺物による調査と、遺骨のコラーゲンの同位体比による調査から、これら植物性のデンプンから熱量の大半を得ていたことが分かる。植物性の食品の利用が増えたのに伴い、従来の食肉やレバーや血液などから摂取していた塩の必要性が生じ、海水を土器で煮る製塩も行われた。日本原産の香辛料であるサンショウを入れた土器も発見されている。また栽培作物であるソバやオオムギやアワ、エゴマやリョクトウやヒョウタンなどが、少ないながら出土している。
縄文時代中期、紀元前4000年後半より日本列島でのダイズやアズキの栽培化が見られることが2015年の研究で判明し、この時期以降に野生種からの人為的な栽培に特徴的な種子の大型化がみられる。
狩猟による食肉は大半がイノシシとニホンジカによるもので、その他カモシカやエゾヒグマやツキノワグマ、タヌキやアナグマなど様々である。またキジやカモ、ガンなどの鳥類も対象とした。狩猟は縄文時代に登場した弓矢によるものを主とし、罠や落とし穴なども用いた。またイヌは飼育されており、猟犬として用いたと考えられている。北海道ではアザラシやトド、オットセイなどの海獣などを対象とし、回転式離頭銛が用いられた。イノシシは伊豆諸島や北海道から遺物が発見されていて、移動や飼育、動物儀礼などについて議論されている。原始技術研究所の関根秀樹によれば、縄文人が獣肉を食べたのは特別な日に限られていると述べており、おそらく獣肉を生贄として捧げ食べた祭りの日であろうとされる。
漁撈による魚介類は、貝塚を主に形成するハマグリやアサリ、カキやシジミなどの二枚貝が多い。内湾性のスズキやボラ、クロダイやコチなどを対象とし、骨角器によるヤスや石錘を利用した漁網も用いた。またイワシやサバなど小魚を対象とし、漁網によるものもある。東北地方の三陸沿岸では外洋性のマグロやカジキを対象とし、骨角器による釣り針や、回転式離頭銛を用いた。九州北西部でも外洋性のマグロやサワラ、シイラやサメを対象とし、骨角器による組み合わせ式釣り針を用いた。内陸河川でのサケやマスも、北海道や東北地方では重要な食品であったとする考えもある。

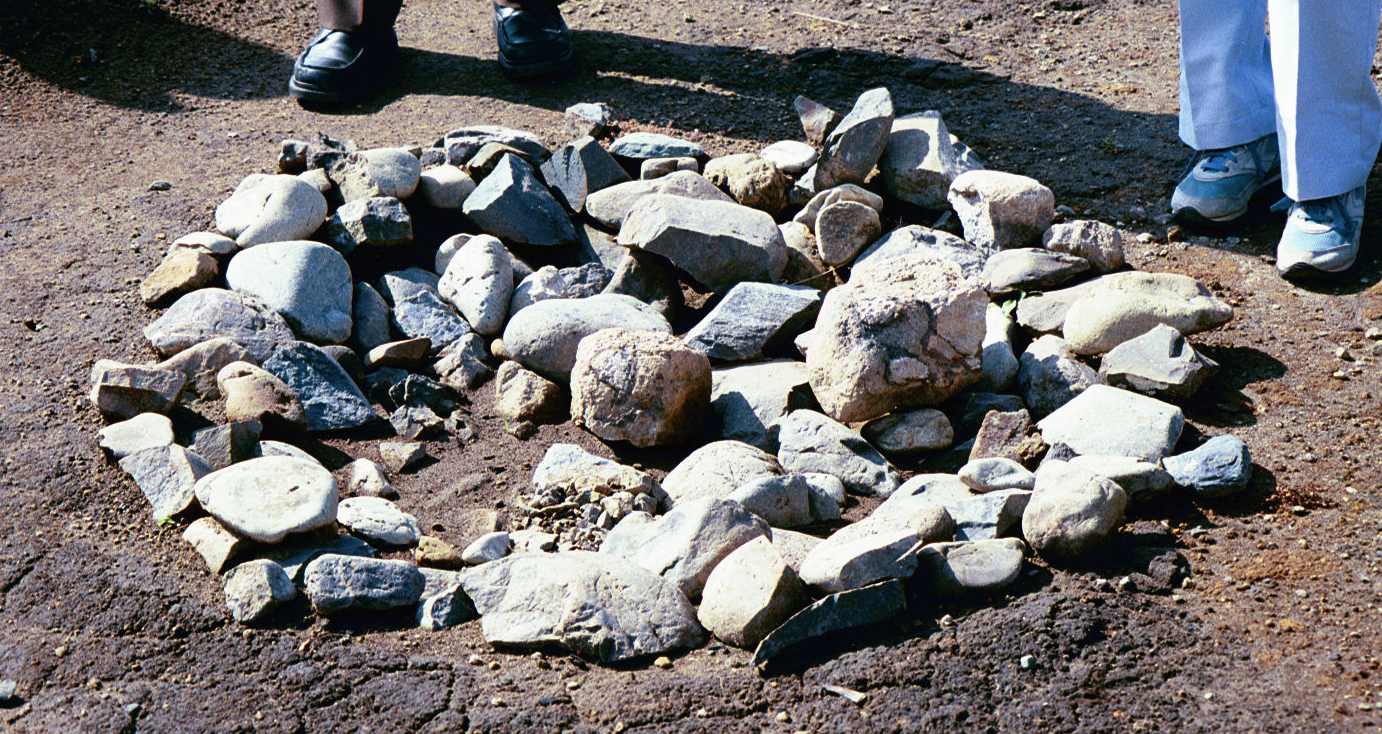
鹿児島県霧島市上野原遺跡（鹿児島県上野原縄文の森）の実験用集石

料理としては、堅果類などのデンプンをこねて灰の中で焼いたビスケットやクッキーのような縄文クッキーが出土している。また土器の利用により、デンプンを団子状にして煮たすいとんのようなものや、水で溶いて煮て粥状にしたものも考えられている。食肉や魚介類はすいとんや粥に混ぜたり、汁物や吸物のような羹や、鍋料理のようなものが考えられている。また、旧石器時代の礫群と同様の調理施設とみられる配石遺構も検出されており、これらは「集石」と呼ばれる。
採集や狩猟や漁撈は自然によるもので、四季のある日本列島では季節性が表れる。宮城県の里浜貝塚による調査では、春にはアサリや木の芽や若草などの山菜を採集し、夏にはマグロやアジやサンマなどの漁撈と海水による製塩、秋にはサケの漁撈と堅果類の採集、秋から冬にかけてニホンジカの狩猟と土器の製作と、季節に応じた食生活を行っていた。また食生活は、自然だけでなく人口密度なども含めた生態学的条件でも異なり、さらに北海道礼文島の船泊遺跡と浜中2遺跡のように、同時期同地域にあっても集団の歴史や社会的な文化にもより異なる。沖縄諸島や奄美諸島ではこの時代を貝塚時代の前期ともよび、伊波式土器や荻堂式土器を伴う独自の文化でもある。また沖縄県波照間島の下田原貝塚では、八重山土器やピラ型石器、イノシシの骨が出土していて、この頃先島諸島では漁撈とともにイモやアワの畑作農耕やイノシシの飼育が行われていたと考えられている。この文化は、九州や沖縄本島などからの縄文文化の影響はほとんど受けず、南方系文化（台湾やインドネシア、オセアニア、メラネシア文化など）の影響を受けた独自の文化と考えられている。このように地域や時代、集団によって多様な食文化を伴う縄文時代は、様々な定義があるが縄文土器を基準にして、北海道から沖縄県まで日本列島のほぼ全域を対象とし、約1万6000年から1万2000年前に始まり、紀元前900年から紀元前400年の頃まで続いたとされる。

## 弥生時代

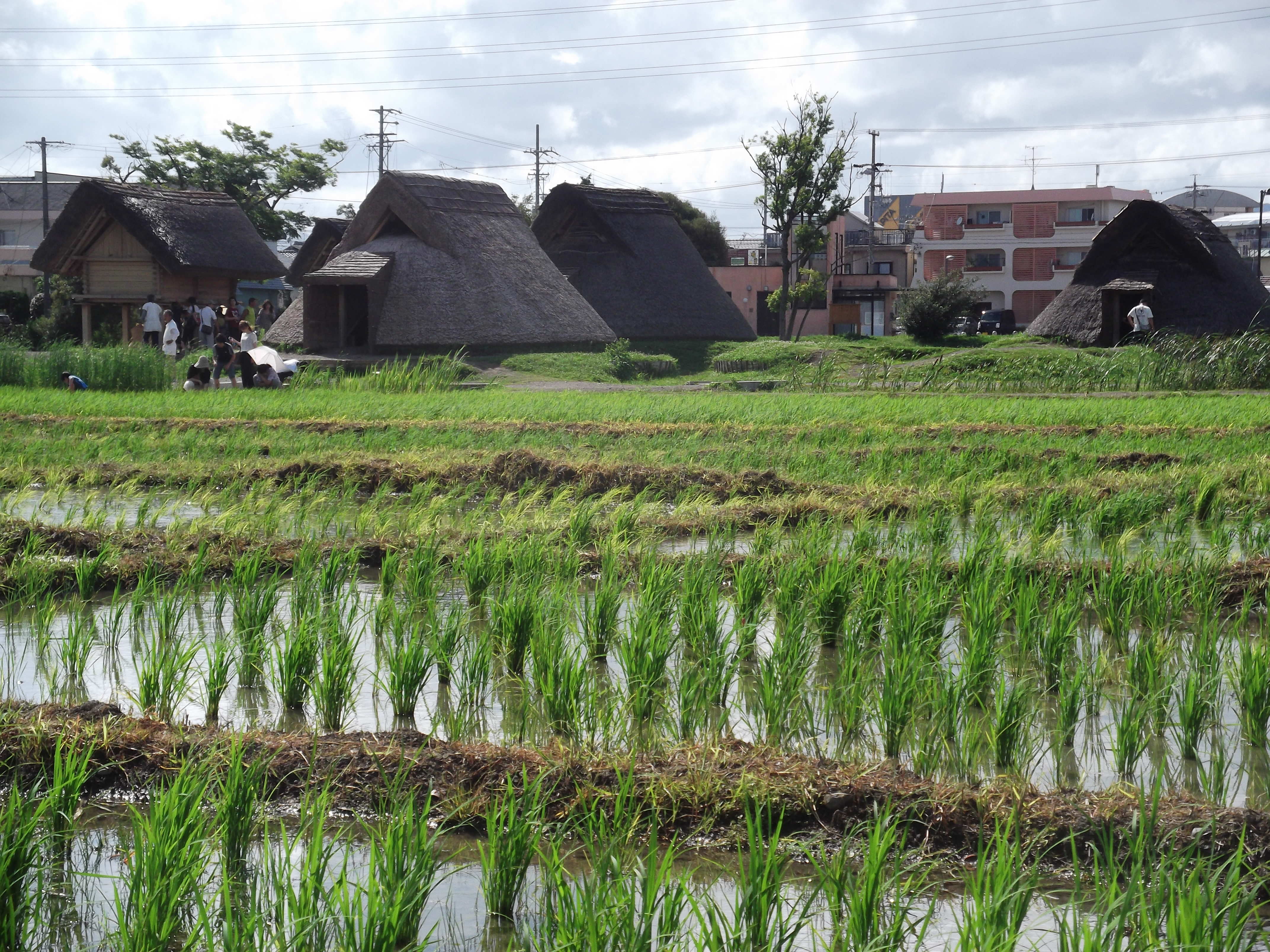
日本の弥生時代の登呂遺跡での水田と高床倉庫や竪穴状平地建物

### 稲作の起源
稲作と栽培種イネは、アフリカのニジェール川周辺に起源するアフリカイネと、アジアに起源し世界各地に伝搬したアジアイネとの2つがある。中国大陸の長江流域では、紀元前1万年頃のイネの資料の発見、紀元前6000年頃の湖南省彭頭山遺跡から籾殻の混じった土器の発見、紀元前5000年頃の浙江省河姆渡遺跡が発見されている。河姆渡遺跡は約400平方メートルの範囲に籾殻などが堆積していて、鋤や臼と杵なども伴うほぼ完成された水田稲作が行われた。紀元前3000年頃の浙江省銭山漾遺跡などの良渚文化に続き、紀元前1000年頃の江南江淮地域に幾何学印文陶文化が表れる。
また黄河流域では、紀元前1万年頃アワやキビの利用があり、紀元前6000年頃中流域でアワと農具が発見で栽培が考えられ、紀元前3000年頃に長江流域からのイネと西アジアからのムギが伝来し、紀元前2000年頃にマメの栽培で五穀が揃うことになる。
朝鮮半島では紀元前4000年頃の黄海北道知塔里遺跡から炭化したアワもしくはヒエの粒の発見、紀元前2000年頃の京畿道欣岩里遺跡から陸稲と思われる粒がオオムギやアワなど畑作物と共に発見、紀元前8世紀頃には忠清南道松菊里遺跡などで炭化米が発見、紀元前7から6世紀の無去洞峴遺跡などから水田が発見されている。
中国大陸東北部とロシア東部では、紀元前1000年頃のアムール州や黒竜江省のアムール川沿いや沿海地方では、ウリル文化やヤンコフスキー文化や鶯歌嶺上層文化で、それぞれアワやキビの栽培とブタを飼育する農耕が行われた。

### 稲作の伝来
日本列島では、縄文時代の北海道で、早期の中野B遺跡からヒエ類が発見、前期の美々貝塚遺跡から畑跡と考えられる遺構が発見されている。また中期の臼尻B遺跡からアワの発見、晩期の塩屋3遺跡からオオムギとアワが発見されている。これらの縄文時代の北海道から出土する穀物類は、沿海地方などからの伝搬が考えられている。縄文時代中期以降の本州や九州などの遺跡では、イネやオオムギやコムギ、アワやヒエやキビなどが発見されて、福岡県のクリナラ遺跡からは畑跡が発見されている。縄文時代に大陸から畑作物としてイネを含めた穀物が伝搬し、陸稲栽培を含む畑作が行われたと考えられている。また福岡県の板付遺跡や佐賀県の菜畑遺跡などで、用水路や畦が整備された縄文水田が、木製の鍬や石包丁などの農具を伴い発見されている。この九州北部で発見された整備された水田や農具を伴う完成された水田稲作文化は、陸稲栽培を含む畑作が発展したのではなく、紀元前2000年紀後半から紀元前1000年紀前半にかけて中国大陸の江南や江淮地方に展開していた金石併用期の幾何学印文陶文化の前期における完成された水田稲作農耕文化が、朝鮮半島を経て、あるいは東シナ海から直接に、九州北部に移民と共に伝わったと考えられている。
九州北部に伝わった水田稲作文化は、急速に西日本を中心に近畿地方まで伝わるが、東日本には伝わらず停滞する時期がある。これは西日本の照葉樹林に比べて東日本の落葉広葉樹林の方が食品が豊富だったこと、西日本を中心に陸稲栽培を含む畑作が普及し水田稲作を受け入れやすかったこと、当時の稲が寒冷地である東日本に適していなかったことなどが考えられている。紀元前後になると寒冷地に適した稲の品種などにより、本州最北端の青森県まで水田稲作文化が伝わる。紀元前後にはまた鉄製の農工具が普及した。日本列島の水田稲作文化が普及した時代は、従来の縄文土器と比べて薄く整形されより高温で焼かれた弥生土器を伴っていて、弥生時代と呼ばれる。弥生時代は紀元前900年頃に始まり紀元後400年頃まで続いたとされる。一方で寒冷な北海道では、この時代には稲作文化がおよばず、縄文時代から続く採集や狩猟や漁撈による文化が続き、続縄文時代と呼ばれ紀元1000年頃まで続いた。また沖縄など南西諸島では、貝塚時代の後期とも呼ばれ、これは11 - 12世紀頃まで続いた。
アジアイネは、丈が高く熱帯に適し寒さに弱い長粒で粘りが少ないインディカ種と、丈が低く低温にも対応し短く丸みのある粒で粘りの多いジャポニカ種とに大別される。弥生時代に日本列島に伝わったイネはジャポニカ種であり、11世紀以降になってインディカ種が何度か持ち込まれたが現在に至るまで広く普及はしていない。またインディカ種とジャパニカ種と共に、デンプンのひとつであるアミロースの含有量で、糯(もち)と粳(うるち)とも大別される。弥生時代に日本列島に伝わったイネは、中国で粳の栽培が先行したこと、記紀などに糯や餅が登場しないこと、糯という字が奈良時代の「正倉院文書尾張正税帳」が初出であること、などから粳であったと考えられている。しかし縄文時代の陸稲などは中国南部や東南アジアから糯が伝わり、弥生時代には糯と粳が混在していたという考えもある。
料理は米などの穀物を炊いた飯がある。弥生土器には外側に煤が内側に米粒が付いたものが出土することから、現在と同じ炊き干し法による飯である。米は臼と竪杵による精米で、現在販売されている籾殻をはずし果皮に覆われた玄米とは異なり、9分撞き程度であったと考えられている。また飯を唾液により糖化した口噛み酒や糀を利用したりして酒を醸造した。フナなどで塩辛や魚醤やなれずしなども作ったと考えられている。弥生土器の中には煮炊きに用いた鍋などだけでなく、食器の形状のものも出土する。

### 弥生時代の狩猟採集
水田稲作が普及しても農耕のみを基盤としたわけではなく、農耕を行いながら従来の狩猟採集漁撈も行っていた。またプラント・オパールの調査から、全面的にイネを長期にわたって栽培したわけではなく、キビ属なども栽培され生産量も多かったと考えられている。種子の遺物からも雑穀などと呼ばれるアワやヒエやキビそしてムギなどの穀物や、マメやソバなどの準穀物も多い。またドングリなどの堅果類はイネを超えて多く出土する。イノシシとシカは引き続き狩猟の重要な対象であったが、田畑を荒らす害獣駆除の側面もあったと考えられている。またシカに対するイノシシの割合が増え、頭蓋骨の変化からイノシシが家畜化されブタとなったものも含まれていると考えられている。ブタに加えてウシやウマ、ニワトリが持ち込まれ飼われていたが多くは出土せず、またニワトリは食べる対象では無かった。イヌは猟犬としても用いられたが、埋葬されず解体痕などから食用の対象にもなった。ブタやウシやウマなどの飼育は、農耕の傍らの小規模なもので乳の利用などを目的としたものではなく牧畜ではない。漁撈では従来のものに加えて、水田や用水路などでコイやフナ、ナマズやドジョウ、タニシなどを対象とした淡水での漁撈が行われる。また内湾での漁撈では管状土垂を用いた網漁や蛸壺漁などが行われるが巨視的には衰退する。また東日本太平洋側や西北九州での外洋漁撈への特化拡散もみられる。農耕による環境や社会の変化が狩猟や漁撈にも変化をもたらしている。
弥生時代の遺跡に最も多いのはドングリであり、次いで稲、桃、豆、ヒョウタン、クルミ、栗、麦であり、まだ縄文時代からの食が変化する過渡期にある。古代食の研究家の廣野卓は、遺跡の出土物から卑弥呼の食事を考えており、縄文時代にはその時食べられる食物の雑食であったが、農耕が普及し米や粟（あわ）を主食にし、鶏獣肉、魚、海藻、野菜、山菜、を副食にするという日本食の基本ができあがってきた。主食は米栗の強飯（こわいい）、鶏肉や魚を混ぜた汁粥、魚介のなますや塩焼き、干物、ワカメ、アラメなど海藻の熱汁、大根、カブラ、フキ、ノビルの塩漬けや塩茹で、茹でた里芋、桃、柿、梅、スモモ、栗とちなど木の実である。卑弥呼の料理を食文化史研究家の永山久夫が紹介しているが、玄米を蒸した玄米強飯、焼きだこ、茹でワカメ、煮豆、アワビ、茹でたサトイモなど後の和食に欠かせない食材も並んでいる。弥生時代中期以降に中国の食文化を取り入れ、後に日本人の好みに消化していく。

## 国家の形成
稲作が伝来するとともに、米を備蓄するための高床倉庫が造られるようになる。稲作の儀礼を司る指導者が現れ、集落は同士で争い大きな国となっていった。
弥生時代の日本列島の様子は、漢書地理志で紀元前後には100あまりの小国が分立していたと記録されている。魏志倭人伝では紀元後239年に複数の首長国がある中卑弥呼の統治した邪馬台国が魏に朝貢し、また魏の使節が訪れたと記録されている。魏志倭人伝ではまた、「水に潜り貝や魚を採る」「稲や粟を栽培する」「温暖な気候で通年生野菜を食べる」「ショウガや柑橘類、サンショウやミョウガがあるが料理に利用しない」「木や竹の器を用いて手で食べる」「飲酒を好む」など料理や食事に関する記録もある。遺跡調査により、日本型の食生活の原型は弥生時代にはみられる。
3世紀以降、ヤマト王権が様々な国を支配していき、領土を拡大する。
6世紀に仏教が伝来し、聖徳太子は十七条憲法（ユリウス暦604年）にて「和を持って尊しとなす」と制定し、和という考えが日本に影響するようになった。『日本書紀』によれば、675年4月17日、天武天皇が殺生禁止令と呼ばれる詔を発し、明確に「牛馬犬猿鳥の肉を食べてはならぬ」と記されている。713年『続日本紀』では大和国（おおやまと）と記されるが、720年の『日本書紀』には日本と記される。奈良時代の762年の正倉院文書や『延喜式』を元に復元した食事は、蒸した米、汁物には海藻が使われ、大豆、小豆、胡麻油、漬菜に塩、醤（ひしお）、酢といった調味料が使われている。米を主食とし、魚や野菜といった副菜を組み合わせる日本食の基本形式は奈良時代・平安時代に始まるが、日本独自の日本料理、和風料理と呼ぶにふさわしい料理文化が登場するのはもう少し先である。